# Lijst van prijsvraagontwerpen van Jan Wils
Dit is een lijst van prijsvraagontwerpen van architect Jan Wils (1891-1972).
| Datum              | Beschrijving                                                        | Uitschrijver                                                             | Motto                     | Waardering | Afbeelding |
| ------------------ | ------------------------------------------------------------------- | ------------------------------------------------------------------------ | ------------------------- | ---------- | ---------- |
| 1912               | Landelijke woning                                                   | Vereeniging van Nederlandsche Baksteenfabrikanten                        | Thuijs                    | 2e prijs   |            |
| 1913-12            | Waterkantoor                                                        |                                                                          | Aan den waterkant         | 2e prijs   |            |
| 1914               | Publieke telefooncel                                                |                                                                          | In ’t stadsgewoel         |            |            |
| 1915               | Volksbad en zweminrichting (i.s.m. C.A. Kentie)                     | Afdeling ’s-Gravenhage van de Maatschappij tot Bevordering der Bouwkunst | Pro populi                |            |            |
| 1915               | Verzorgingshuis in Hilversum                                        |                                                                          | Pro Deo                   |            |            |
| 1915               | Architectonische Fantasie                                           | Architectura et Amicitia                                                 | Aan de Dooden             |            |            |
| 1916               | Schaftlokaal voor trampersoneel                                     | Club van Haagsche leden van Architectura et Amicitia                     | Kwadratuur                |            |            |
| 1916               | Veilinggebouwtje                                                    | Vereniging Bouwkunst en Vriendschap                                      | Groen-wit                 |            |            |
| 1916               | Protestantse kerk, Kinderdijk                                       | Nederlands Hervormde Gemeente in Nieuw-Lekkerland                        |                           | 1e prijs   |            |
| 1917               | Paviljoen in het Stadspark, Groningen                               | Vereeniging tot bevordering van den bloei van Groningen                  | [monogram W]              |            |            |
| 1917-1918          | Ontwerp voor stationsplein in Leeuwarden (i.s.m. Theo van Doesburg) |                                                                          | [klein in groot vierkant] | 2e prijs   |            |
| 1918               | Aanleg van een centraal punt in het IJ-bosch, Amsterdam             | gemeente Amsterdam                                                       |                           |            |            |
| 1918 (na augustus) | Verbinding van het Bezuidenhoutkwartier met Wijk VII, Den Haag      | Vereeniging Bezuidenhout en Wijk VII’s Belang                            |                           |            |            |
| 1954-1955          | Raadhuis, Epe                                                       | gemeente Epe                                                             | 72320                     | Geen prijs |            |
| 1955-1956          | Raadhuis, Doetinchem                                                |                                                                          | 002                       | Geen prijs |            |